# Dreamin' of You (Céline Dion)
Dreamin' of You è una canzone registrata dalla cantante canadese Céline Dion e tratta dal suo quarto album in studio in lingua inglese Falling into You (1996). Il brano è stato scritto da Aldo Nova e Peter Barberau e prodotto dallo stesso Nova. La canzone fu pubblicata come singolo promozionale nel luglio 1997 in Messico.

## Contenuti e pubblicazioni
Come quinto ed ultimo singolo promozionale dell'album Falling into You da distribuire in Messico, la casa discografica di Céline Dion decise di pubblicare Dreamin' of You.
Il brano uscì solo come singolo radiofonico e non fu distribuito sul mercato discografico. Il singolo uscì in contemporanea con le altre due canzoni, Call the Man e Make You Happy, pubblicate rispettivamente in Europa e in Brasile.

## Formati e tracce
CD Singolo Promo (Messico) (Columbia: PRCD 97027)
1. Dreamin' of You – 5:07 (Aldo Nova, Peter Barberau)